# Lecanopteris spinosa
Lecanopteris spinosa là một loài dương xỉ trong họ Polypodiaceae. Loài này được Jermy & Walker mô tả khoa học đầu tiên năm 1975.
Danh pháp khoa học của loài này chưa được làm sáng tỏ. 